# Zoltán Kodály
Kodály Zoltán ([ˈkodaːj ˈzoltaːn]; sinh ngày 16 tháng 12 năm 1882 tại Kecskemét - mất 6 tháng 3 năm 1967 tại Budapest) là nhà soạn nhạc, giáo viên người Hungary. Ông là nhà soạn nhạc nằm trong sự chuyển giao giữa âm nhạc Lãng mạn và Hiện đại.
Kodály để lại vở opera Háry Janos (1926); những tác phẩm cho dàn nhạc gồm có Buổi tối mùa hè (1929-1930), Những vũ khúc Galánta (1933); những tác phẩm cho hơp xướng và dàn nhạc, có thể kể tới Psalmus Hungarycus (1923), Missa Brevis (1944); nhạc thính phòng gồm các bản tứ tấu đàn dây, những bản sonata cho violin; nhiều bản dân ca cải biên, hơp xướng cho thiếu nhi,...

## Công trình
Opera
- Háry János, Op. 15 (1926)
- Székelyfonó (1924–1932)

Giao hưởng
- Nyári este (1906, sửa lại 1929)
- Háry János (1926)
- Marosszéki táncok (1930)
- Galántai táncok (1933)
- Fölszállott a páva (1939)
- Concerto (1939–1940)
- Szimfónia (1930s–1961)

Thính phòng
- Adagio (1905)
- Intermezzo (1905)
- I. vonósnégyes, op. 2 (1908–1909)
- Szónata, op. 4 (1909–1910)
- Duó, op. 7 (1914)
- Szonáta, op. 8, (1915)
- II. vonósnégyes, op. 10 (1916–1918)
- Szerenád, op. 12 (1919–1920)
- Pange lingua, dành cho organ (1931)
- Organoeida ad missam lectam (Csendes mise) (1944)
- Epigrammák (1954)

Hợp ca
- Este (1904)
- Psalmus Hungaricus, Op. 13 (1923)
- Matrai kepek (1931)
- Jézus és a kufárok (1934)
- Te Deum (1939)
- Missa Brevis (1942, 1948)
- Laudes organi (1966)
- Adventi ének (Veni, Veni Emmanuel)